# Sociedade Esportiva Ilha Solteira
A Sociedade Esportiva Ilha Solteira é um clube brasileiro de futebol da cidade de Ilha Solteira, no estado de São Paulo. Fundado em 1974, as cores adotadas pelo clube são vermelha e branca. A equipe participou dos campeonatos profissionais do estado no período de 1976 até 1982, e é uma agremiação social, recreativa e poliesportiva.

## Participações em estaduais
Profissional
- Campeonato Paulista - Série A3: 1976, 1979, 1980, 1981 e 1982.
- Campeonato Paulista - Série A4: 1977 e 1978.